# Kamyk (Częstochowa)
Kamyk – wzgórze w Częstochowie o wysokości 286,6 m n.p.m. Położone na Mirowie, w pobliżu ulicy Legionów. Pod względem fizycznogeograficznym należy do Wyżyny Częstochowskiej.
Wzgórze otoczone jest gruntami ornymi i ugorami. Na wierzchołku występują nieduże wychodnie wapienne.